# Porte des Allemands

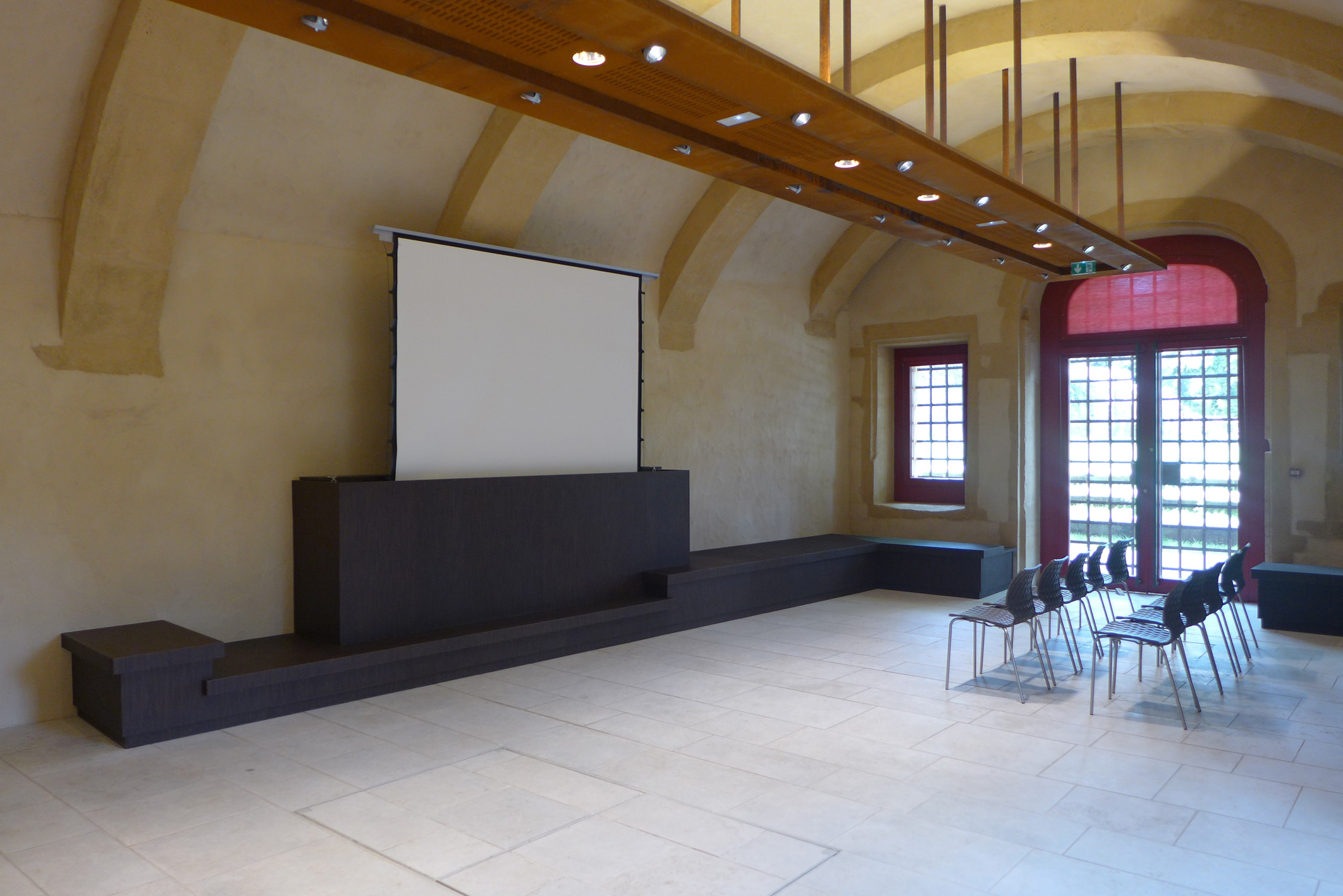
Porte des Allemands - Aménagement contemporain de la salle Est

La porte des Allemands est une porte de ville fortifiée à l’est de Metz. Elle sert de pont sur la Seille du XIIIe siècle au début du XXe siècle. L’édifice est aujourd’hui le plus important vestige des remparts médiévaux messins et témoigne de l’évolution de l’architecture militaire de Metz au Moyen Âge.

## Contexte historique
Mentionnée dès 1267, l’édifice était l'une des sept principales portes de la cité, qui en comptait douze autres, moins importantes, à l'époque médiévale. Elle est l'un des éléments majeurs de l'une des plus vastes enceintes médiévales du XIIIe siècle, affirmant la puissance et l'indépendance de la cité, qui venait d'obtenir le statut de ville libre d'empire (voir République messine).
À la fois porte et pont fortifiés, l’édifice enjambe la Seille au niveau du pont Henry-de-Ranconval qui relie aujourd'hui la voie rapide Est au boulevard André-Maginot, ce dernier ayant remplacé les remparts au début du XXe siècle. La porte fortifiée dominait la ligne d’enceinte orientale sur près de 1 200 m, depuis la porte Mazelle jusqu’à la porte Sainte-Barbe. La porte des Allemands fait partie des remparts médiévaux de Metz. Véritable porte-forteresse, dotée de tours, de créneaux et de mâchicoulis, la porte des Allemands doit son nom aux chevaliers de l'Ordre Teutonique, ou « Frères hospitaliers de Notre-Dame-des-Allemands », installés à cette époque dans une rue voisine. Leur hospice fut détruit par François de Guise, lors du siège de Metz de 1552.

## Construction et aménagements

État successif de la porte des Allemands
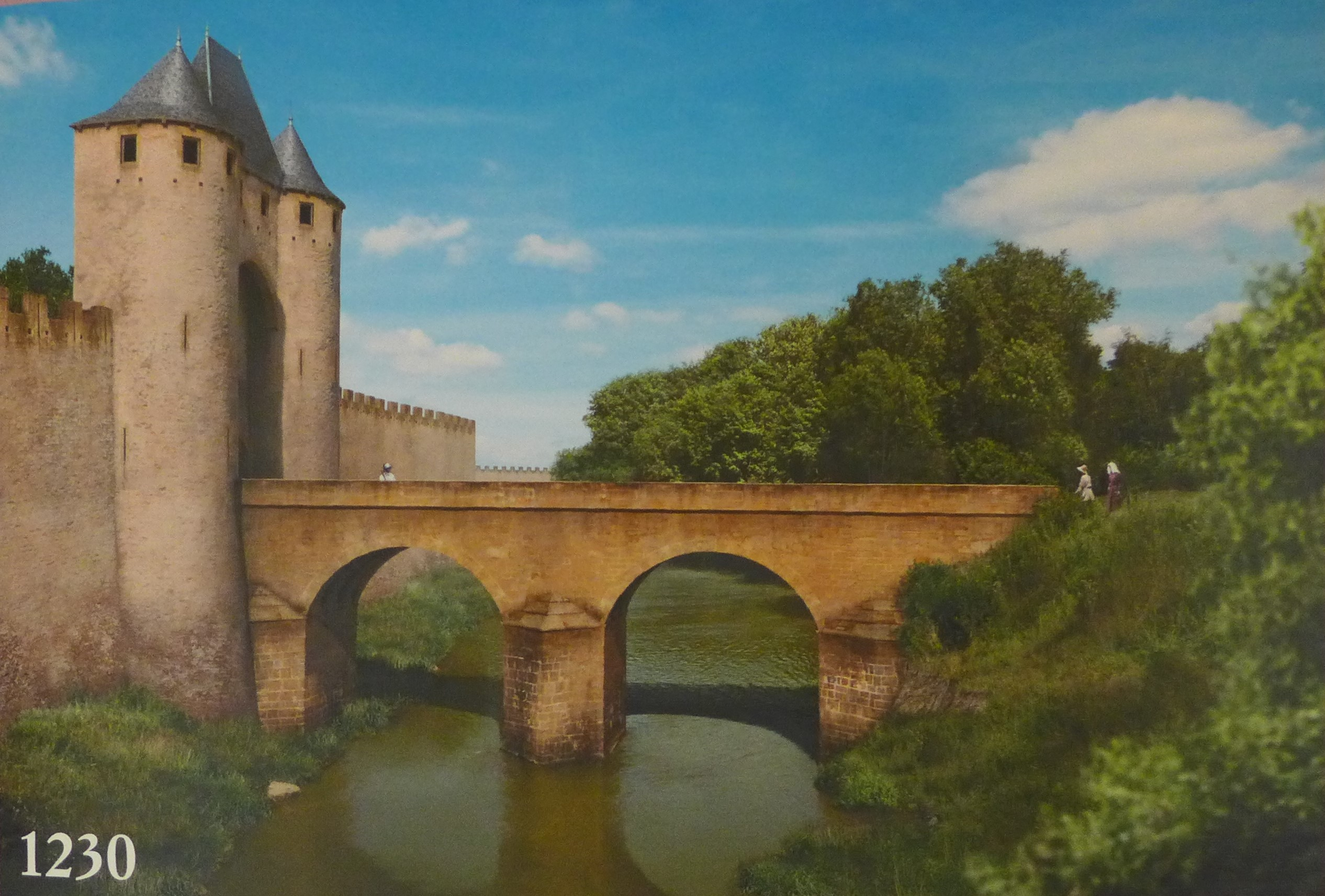
Vers 1230.
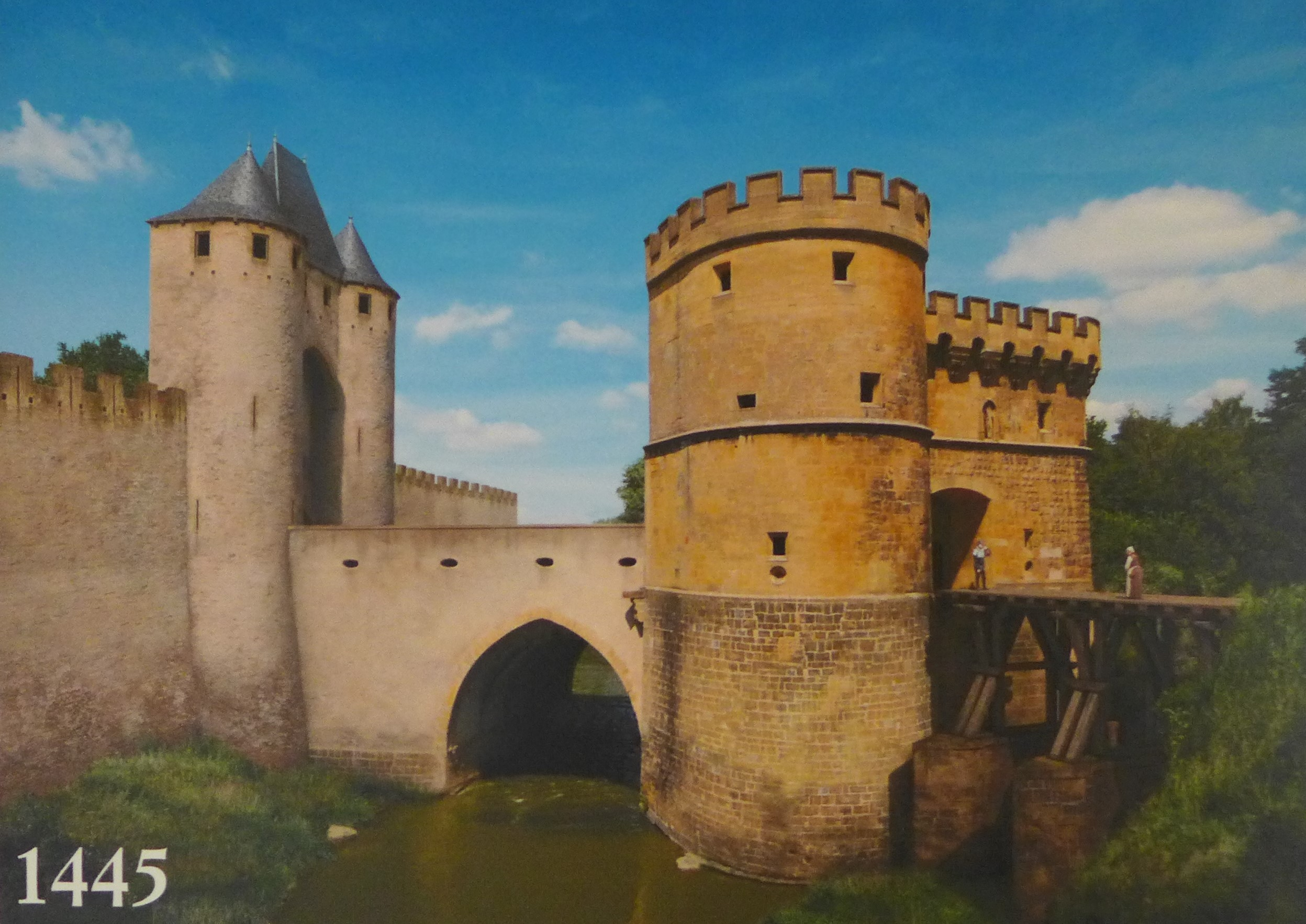
Vers 1445.
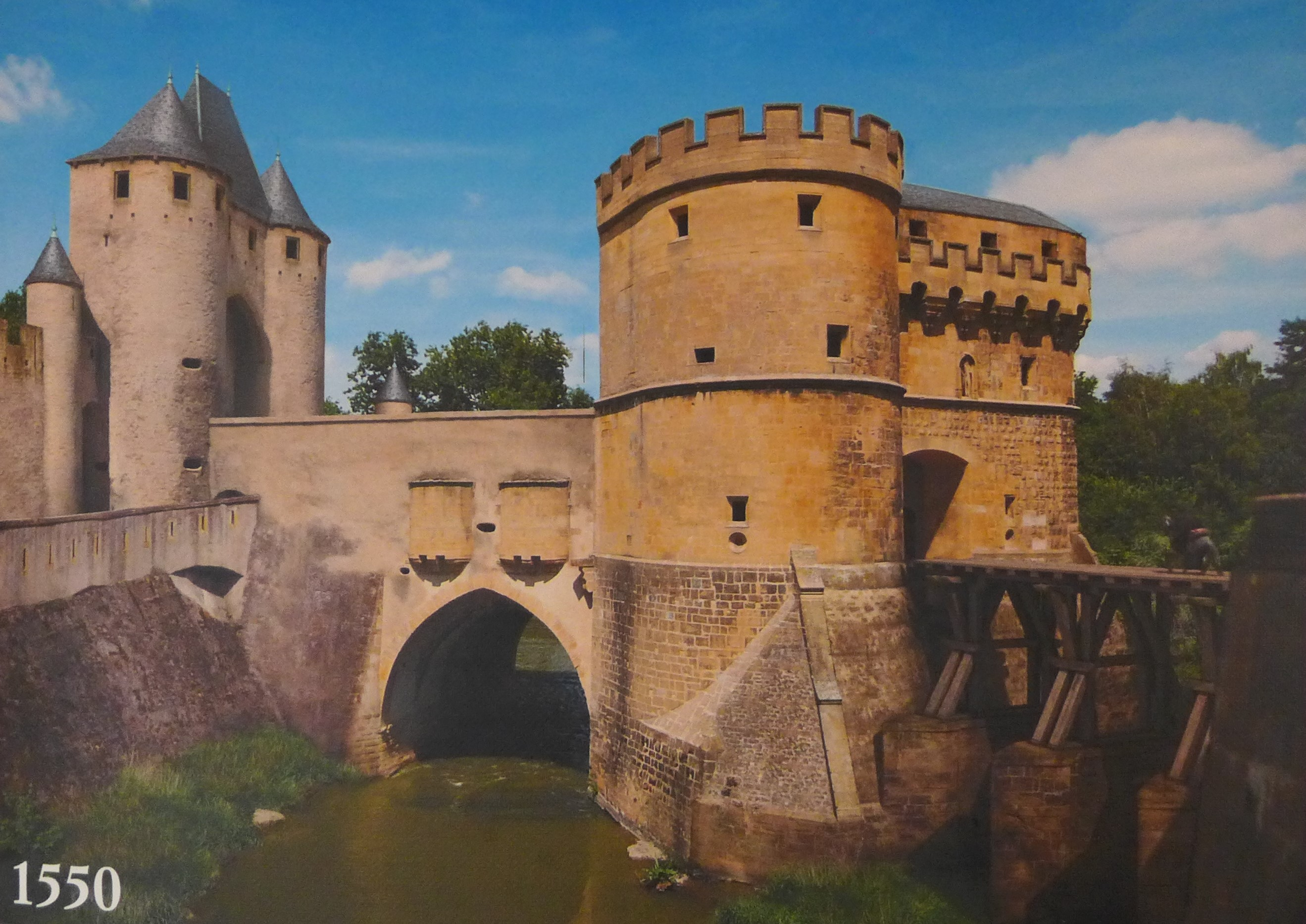
Vers 1550.
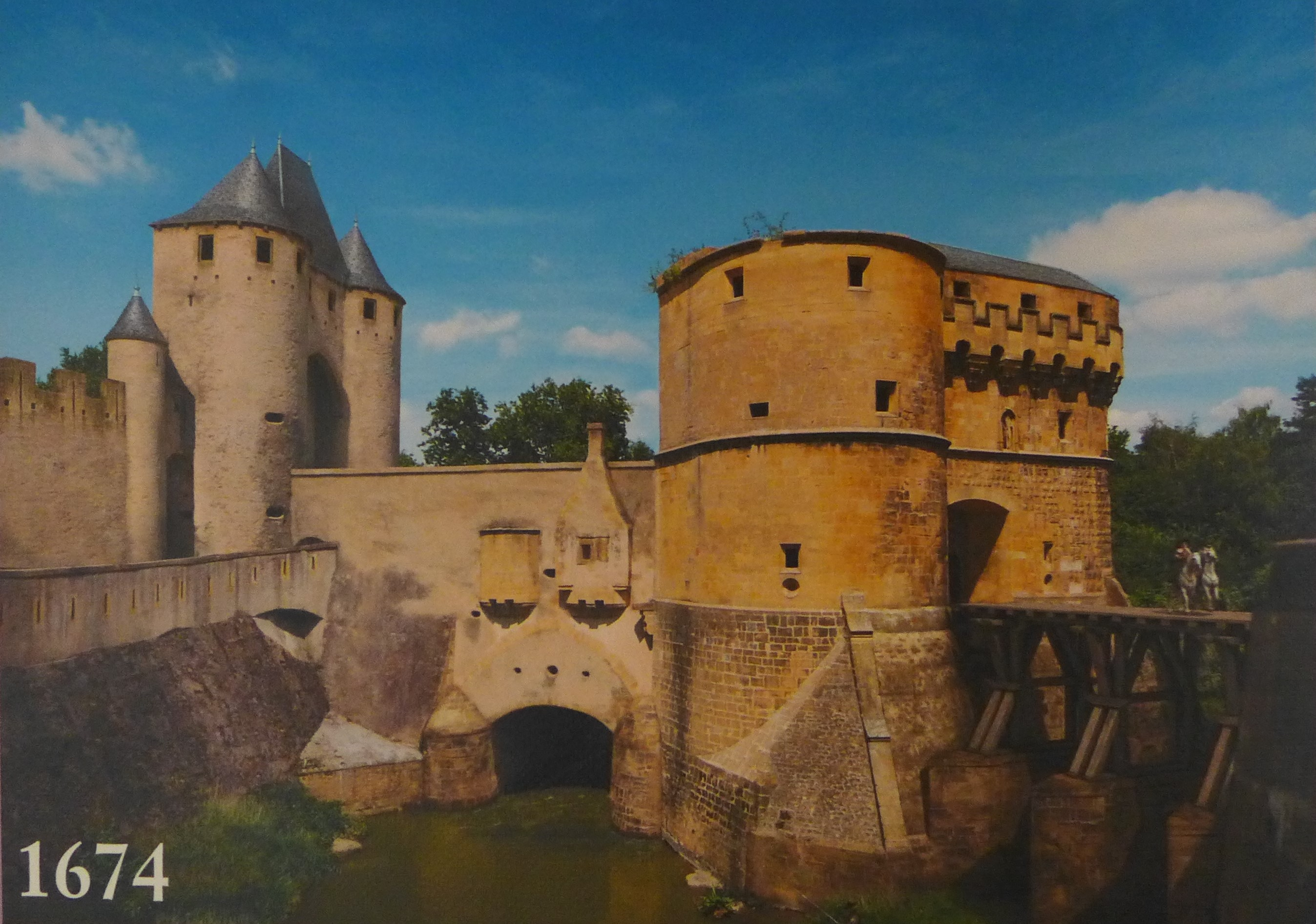
Vers 1674.
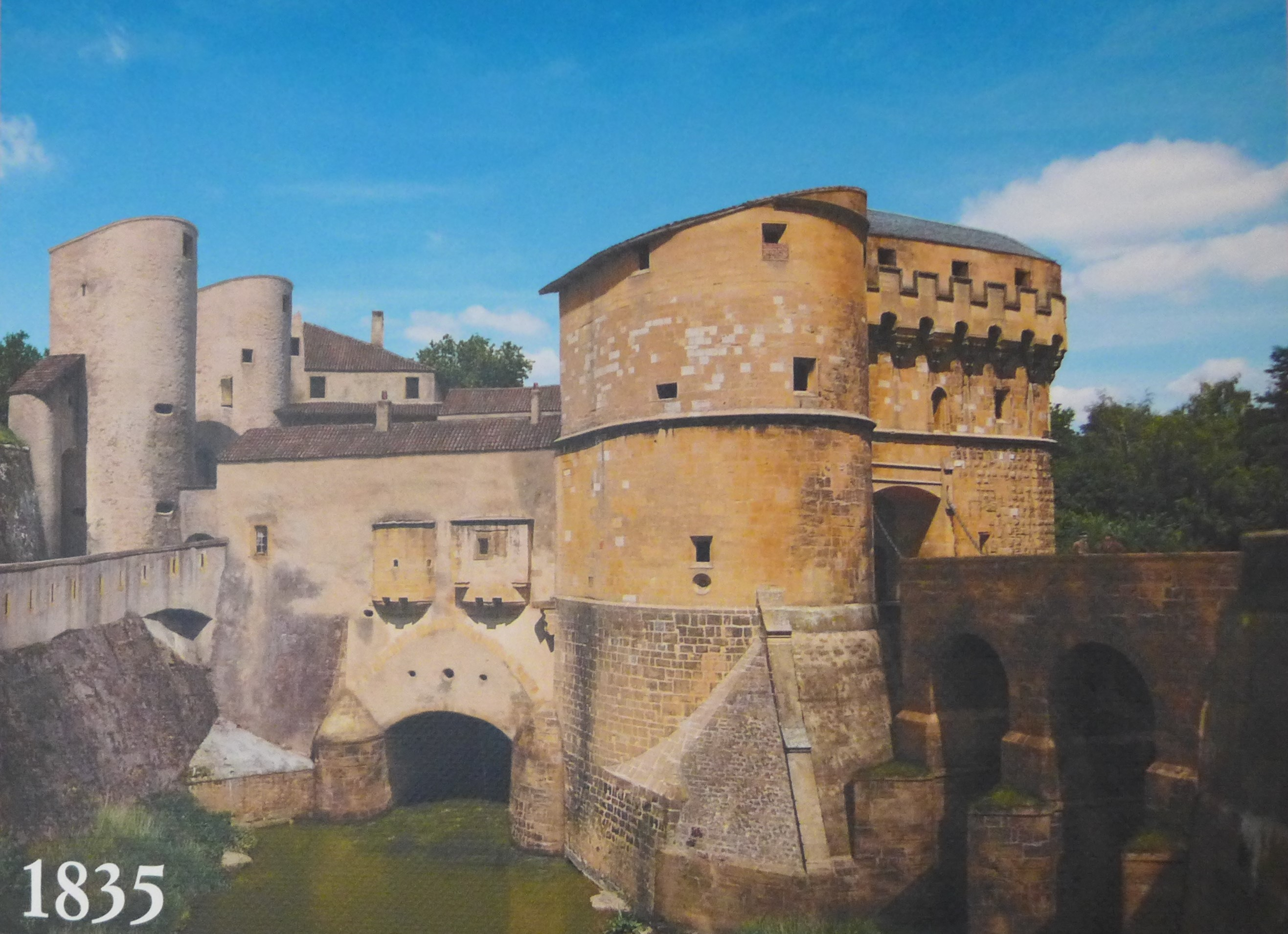
Vers 1835.
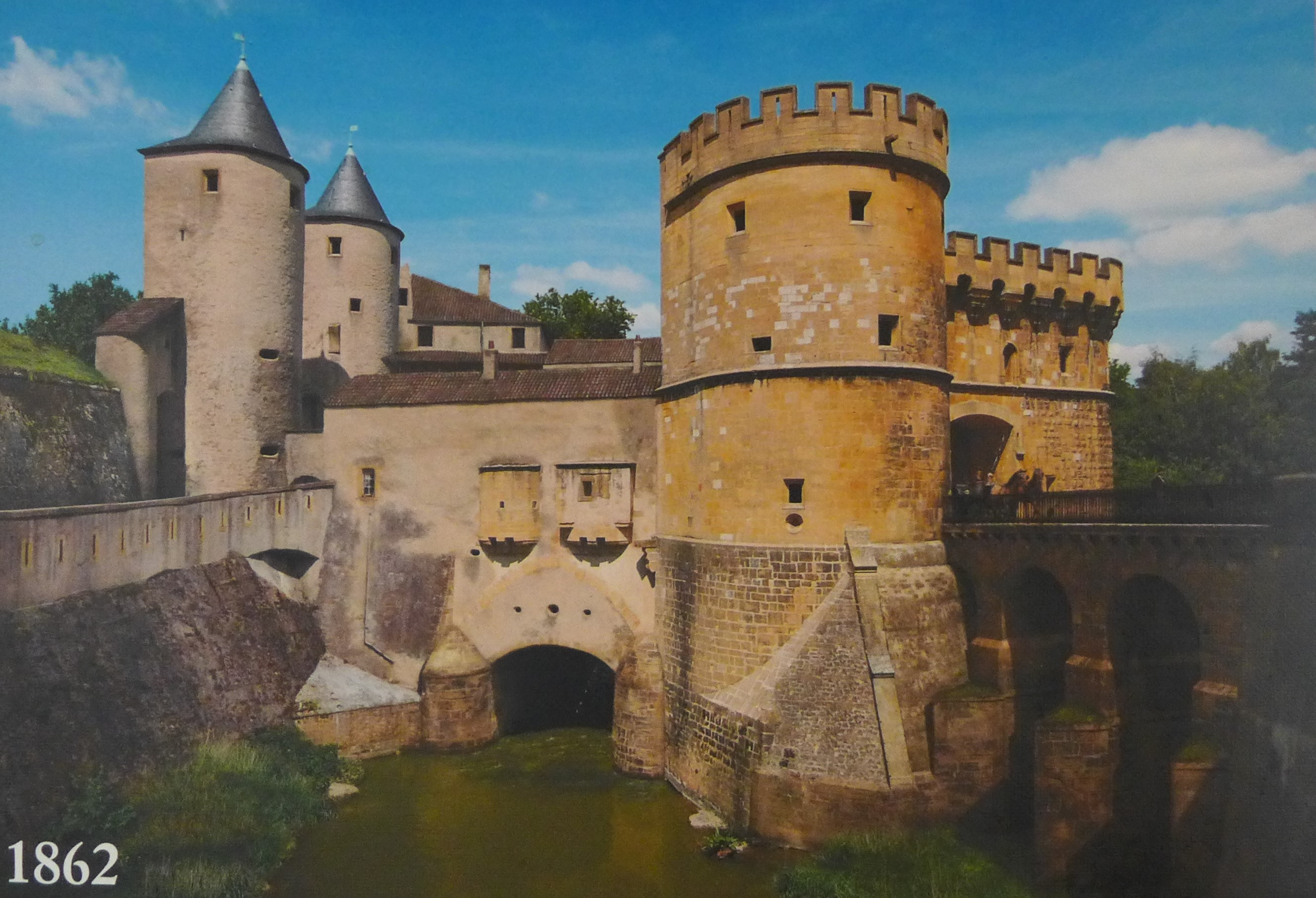
Vers 1862.

Sa construction est entreprise vers 1230 avec l’édification d’une première porte orientée vers la ville et formée de deux tours rondes relativement étroites, primitivement réunies par une arcade en ogive, dont il ne reste que les amorces. Une édification contemporaine du renforcement de l’ensemble des remparts messins a lieu. Ils atteignent à cette époque une longueur de sept kilomètres.
Afin de contrôler l’accès au pont qui enjambe la Seille et qui relie la ville à la campagne, un châtelet, composé de deux nouvelles tours plus imposantes, dotées de nombreux éléments d’architecture militaire, est élevé vers 1445 pour défendre l’entrée du pont. Comme l’atteste une inscription gothique mutilée sur la tour de droite en sortant, « Henry de Busdorf et de Ranconval fut de cet ouvraige maistre principal en 1445 », ces dernières sont l’œuvre de Henry de Busdorff. Elle est précédée des traces d’un écu timbré du signe d’appareil de l’architecte.
Les tours de la porte des Allemands dominent la Seille d’une hauteur de vingt-huit mètres. L’épaisseur des murs, qui atteint 3,50 mètres, est alors adaptée à la puissance de l’artillerie naissante. Le pont est lui-même fortifié entre 1480 et 1550. Des bretèches et des échauguettes sont ajoutées au dispositif. Les deux corps de bâtiment aux voûtes largement cintrées datent de cette époque. Une inscription sur la voûte indique qu’elle est due au « Sr. Philippe d’Ex maistre et gouverneur de l’ouvraige en 1529. » Philippe d’Esch, ou d’Ex, seigneur de Neufchâtel-devant-Metz, fut maître-échevin de la ville en 1502 et en 1527. Les sculptures figurées ou zoomorphes sur la face externe du rempart et sur les tours extérieures datent de cette époque. La tour nord-est est d’ailleurs dotée d’un remarquable escalier à double hélice typique de la Renaissance datant au plus tôt du XVe siècle. Les dernières modifications importantes interviennent entre 1526 et 1531 avec la construction d'une imposante fausse braie au nord de la porte des Allemands, flanquée d'une caponnière décorée d'un bas-relief, construites par Philippe d'Esch.
Après le siège de Metz en 1552, la totalité de l’édifice sera consolidée. Comme les autres ponts de la ville, notamment le pont des Grilles, le pont de la porte des Allemands était muni de herses, pouvant barrer la rivière.

## Restaurations successives
En 1674, Vauban ajoute du côté de la campagne, une porte plus petite, qui n’existe plus de nos jours. La partie supérieure des tours est restaurée une première fois entre 1858 et 1860. Plus tard en 1891, les parties supérieures seront rehaussées par les architectes allemands. Une nouvelle restauration est en effet entreprise en 1892. La petite tourelle accolée sur l’une des deux tours du XIIIe siècle et les créneaux du côté de la ville datent de cette restauration. L’architecte allemand Paul Tornow, également responsable des transformations de l’ensemble cathédrale durant l’annexion de 1871-1918, restaure la porte des Allemands. Le décor néogothique des créneaux, notamment, date de cette époque. L’ancien pont attenant à l’édifice fut détruit lors de la bataille de Metz, en 1944, et reconstruit un peu plus loin à sa place actuelle.
Un grand projet de rénovation est entrepris en 2013-2014 afin d’ouvrir les lieux au public pour des évènements culturels. La mise en lumière du bâtiment est optimisée. Les deux salles de plain-pied du XVIe siècle sont restaurées (ferronneries, mise aux normes muséographiques). Des gradins et un espace scénique sont construits sur une terrasse extérieure dans le jardin derrière la grande salle. Un ascenseur en verre accessible aux personnes de mobilités réduites est aménagé dans la tour nord qui voit sa charpente traitée et sa couverture en tuiles creuses refaite. L’ascenseur rejoint la terrasse qui est remise en sécurité. Les salles de la tour nord de la porte du XVe siècle sont également restaurées (maçonneries, ouvrages en pierre, dallage) ; l’escalier à double vis de cette tour donne accès à la terrasse côté est. Des sanitaires sont installés et un espace technique pour le chauffage et l’air est aménagé en sous-sol. Deux blasons de pierre sont découverts : celui qui représente Saint-Michel et le Saint-Esprit[précision nécessaire] appartient à Jean-Louis de Nogaret de la Valette, gouverneur de Metz sous Henri IV, le second appartenait à un inspecteur général de l’artillerie française[Qui ?]. L’édifice restauré ouvre ses portes pour un week-end inaugural les 7 et 8 juin 2014 après 15 mois de travaux de restauration.

## Affectations successives
D’abord porte de ville durant tout le Moyen Âge, la porte des Allemands assure sa fonction défensive en filtrant les accès de la ville venant de la Sarre. À l’époque moderne, elle perd de son utilité, mais elle est conservée sans trop de dommages. Les premiers érudits messins empêchent sa destruction au XIXe siècle. La ville de Metz devient propriétaire de la porte des Allemands en 1900. Une partie est alors transformée en musée. Ce musée renferme jusqu’en 1918 une collection archéologique provenant des quartiers disparus, des portes ou des remparts démolis de la ville. Au premier et au second étage, on trouvait des documents, des pièces imprimées et des gravures sur l’histoire de Metz depuis l’époque romaine. Les salles recélaient également des sceaux, monnaies et médailles datant de la guerre de 1870, ainsi que des meubles et des costumes lorrains et la guillotine, « La Louise », qui aurait été en activité sur la place de la Comédie en 1793. En raison de sa valeur emblématique, le Gauleiter Bürckel fait son entrée solennelle à Metz, par la porte des Allemands, le 23 septembre 1940.
La porte des Allemands fait l’objet d’un classement au titre des monuments historiques depuis le 3 décembre 1966.
La campagne de restauration 2013-2014 permet au public d’accéder aux deux salles Renaissance, aux tours nord ainsi qu’à la terrasse en aplomb des arcades.

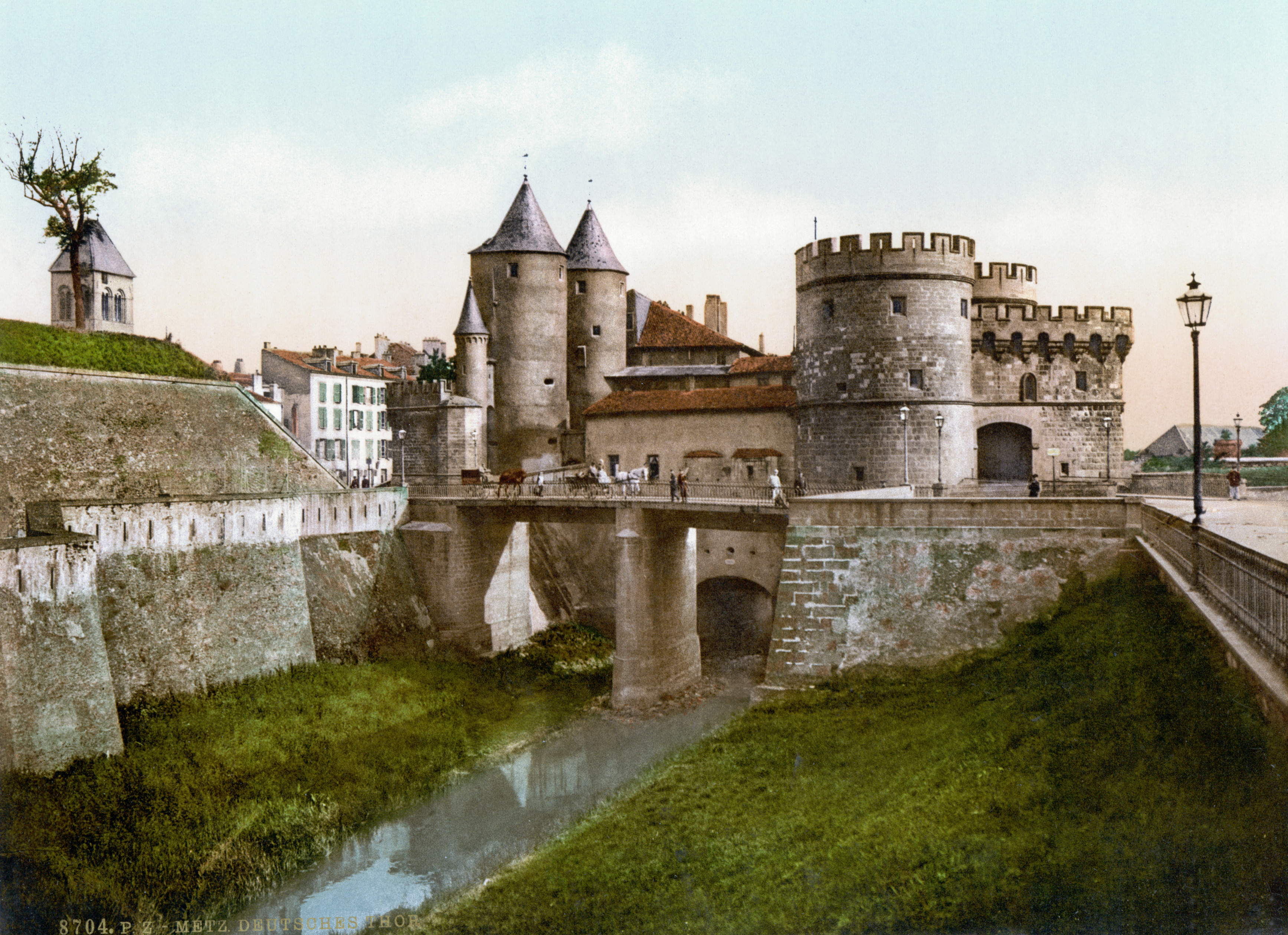
La porte accompagnée de l’ancien pont Henry-de-Ranconval (1892-1903).
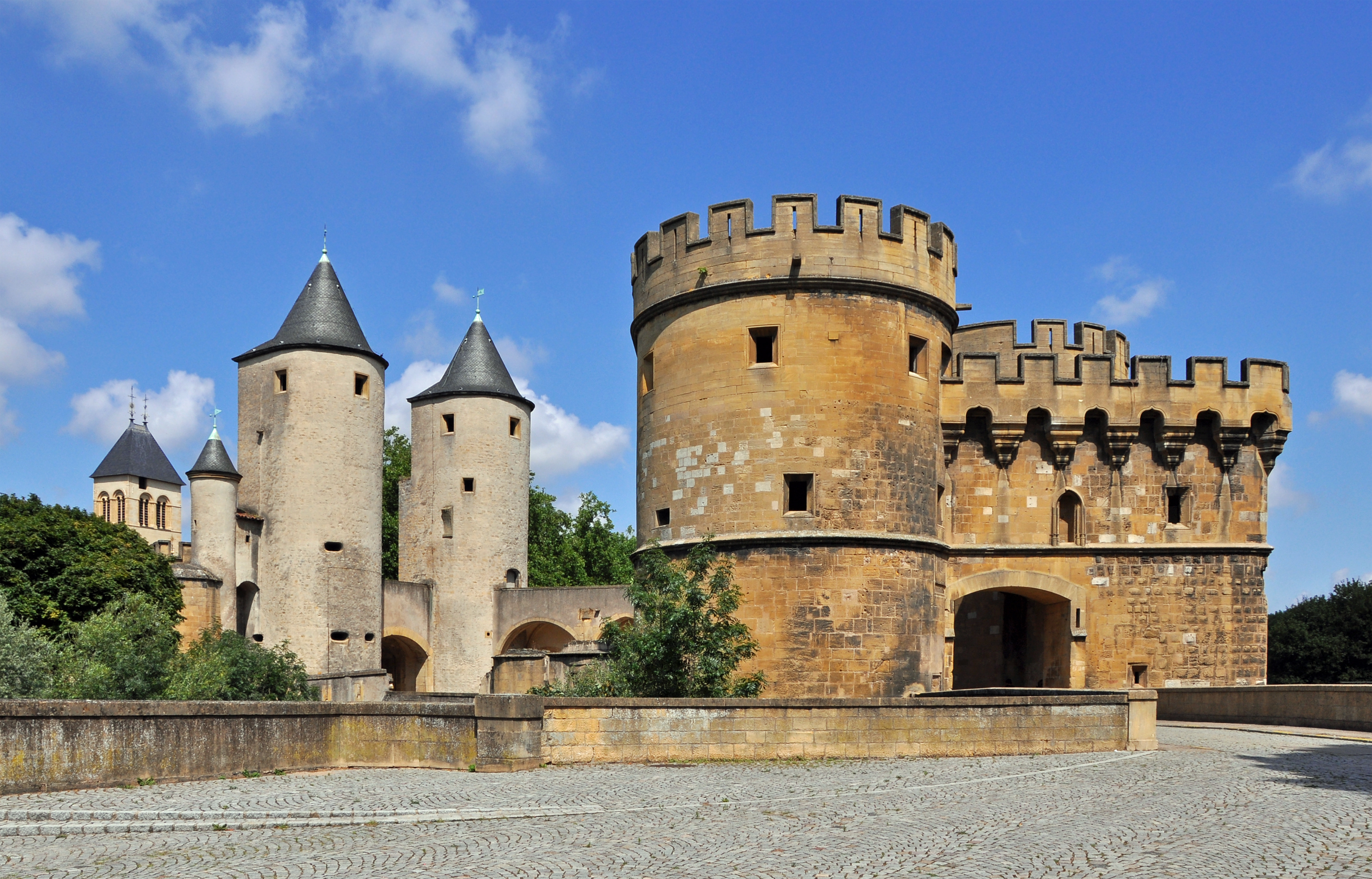
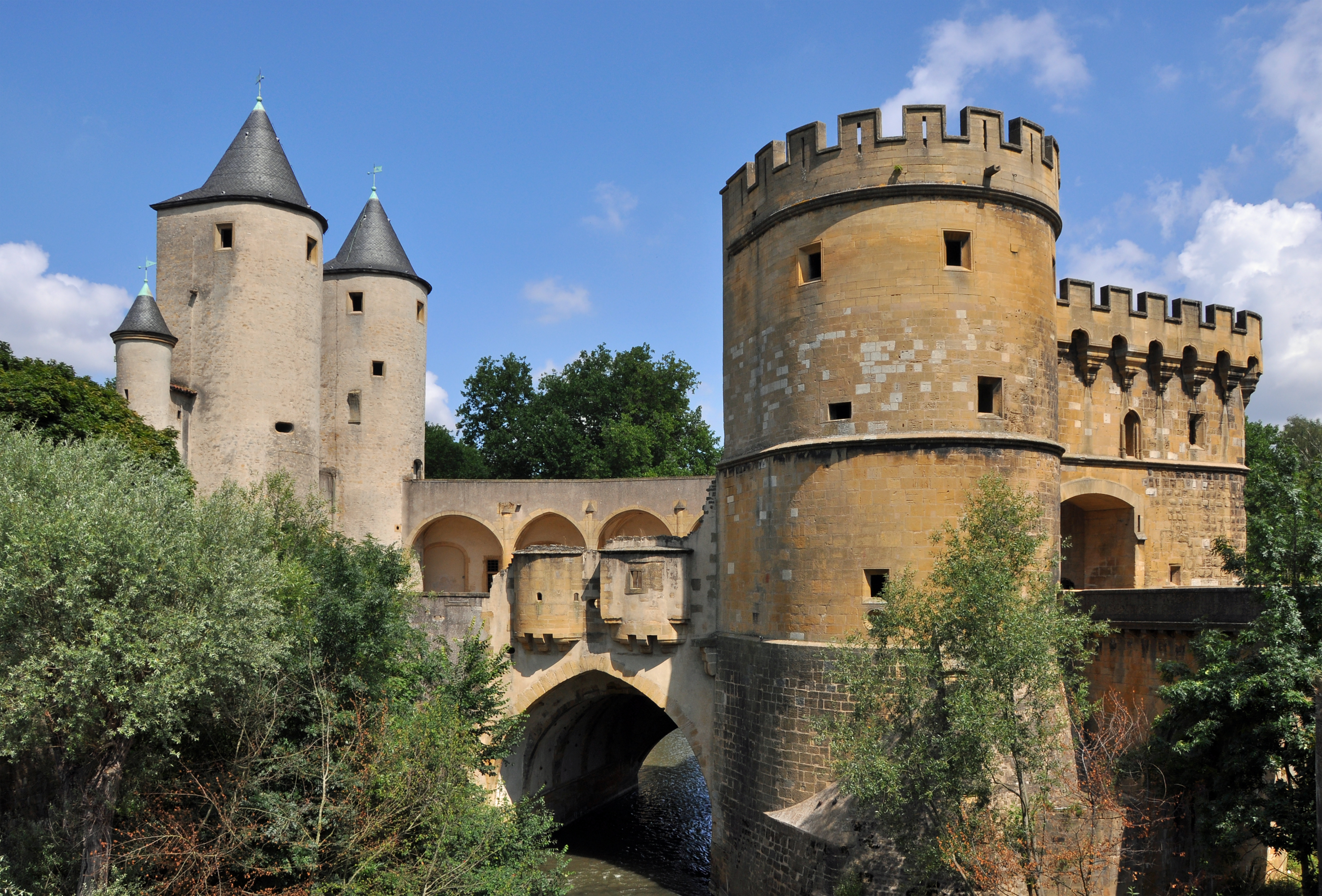
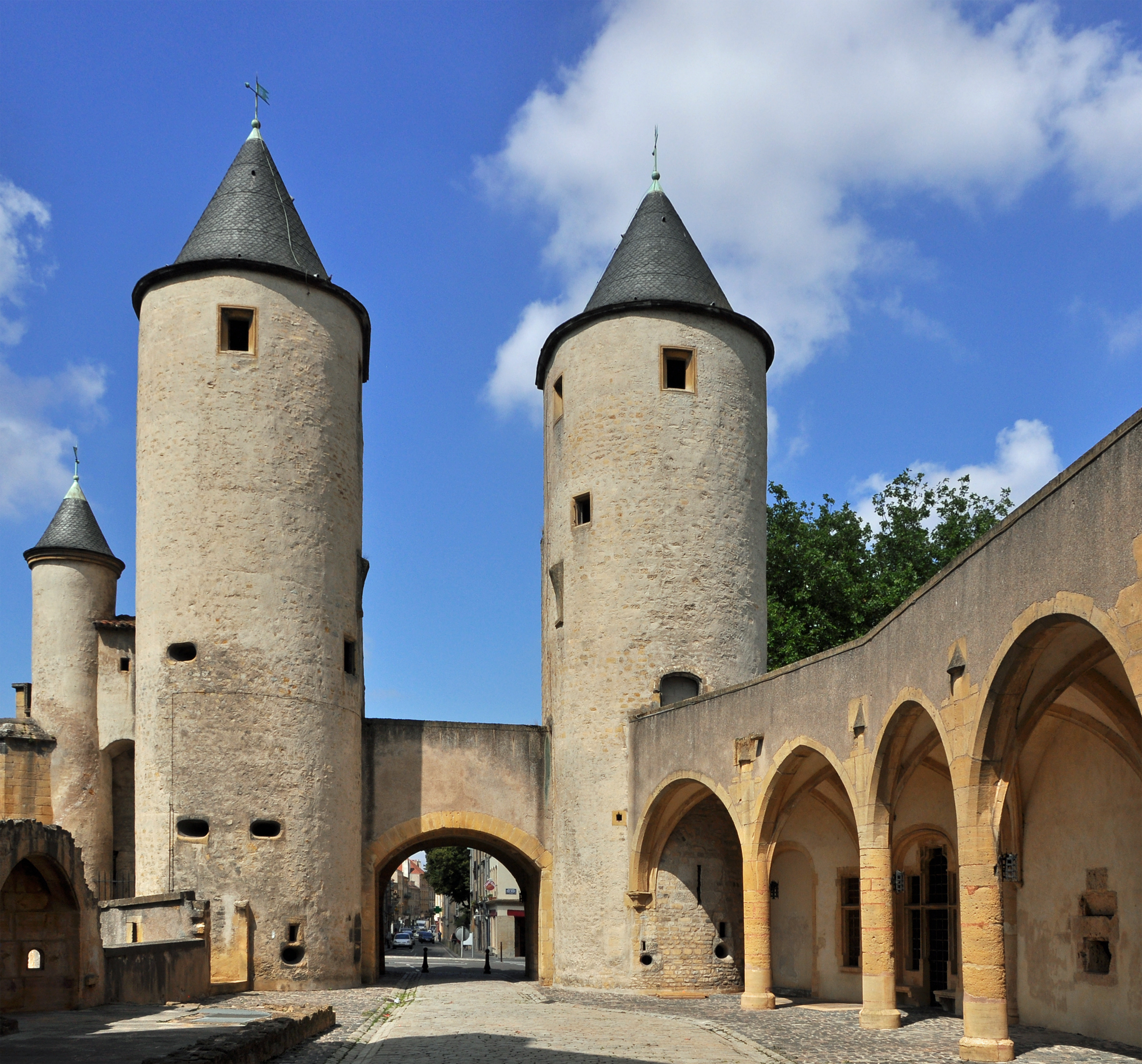
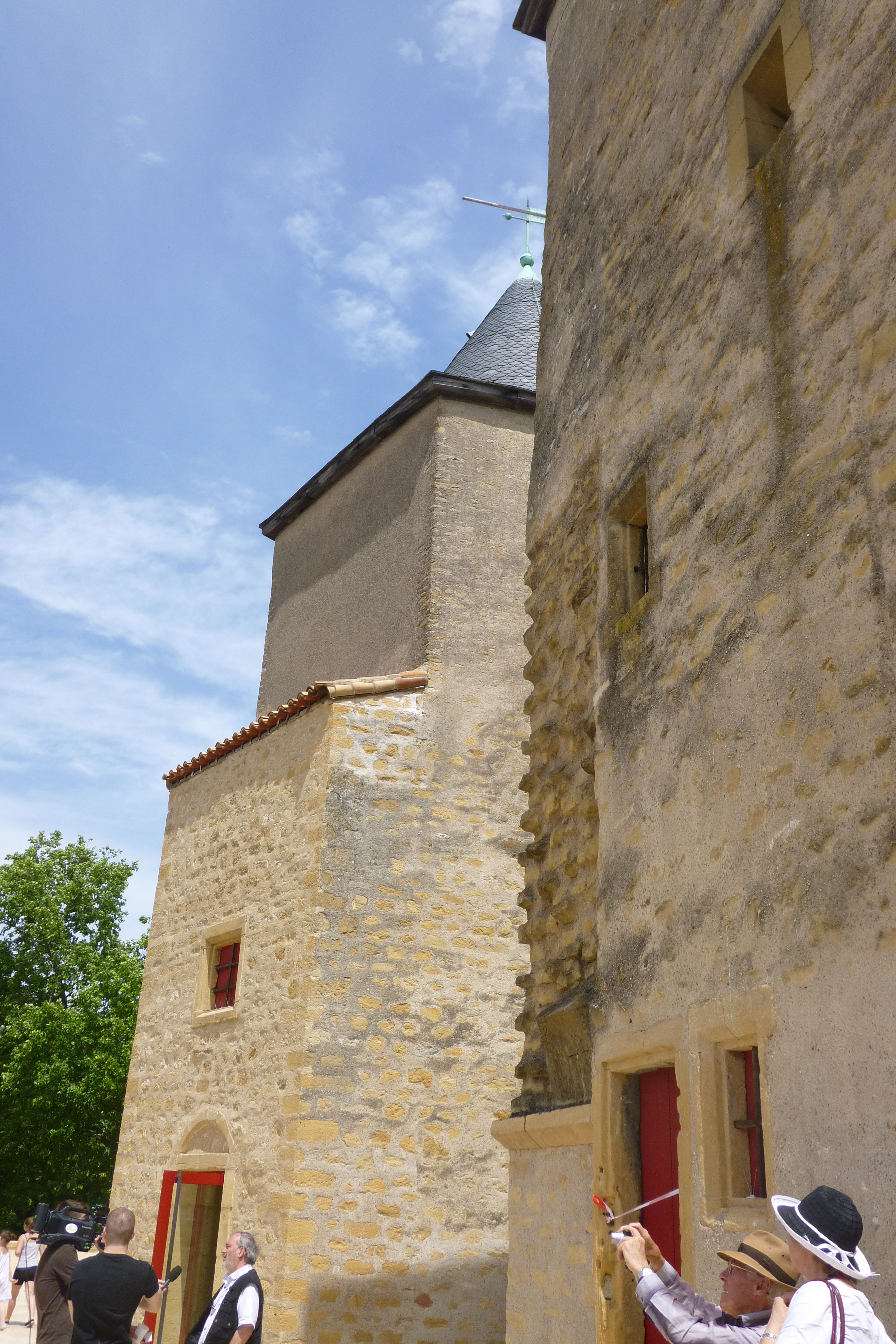
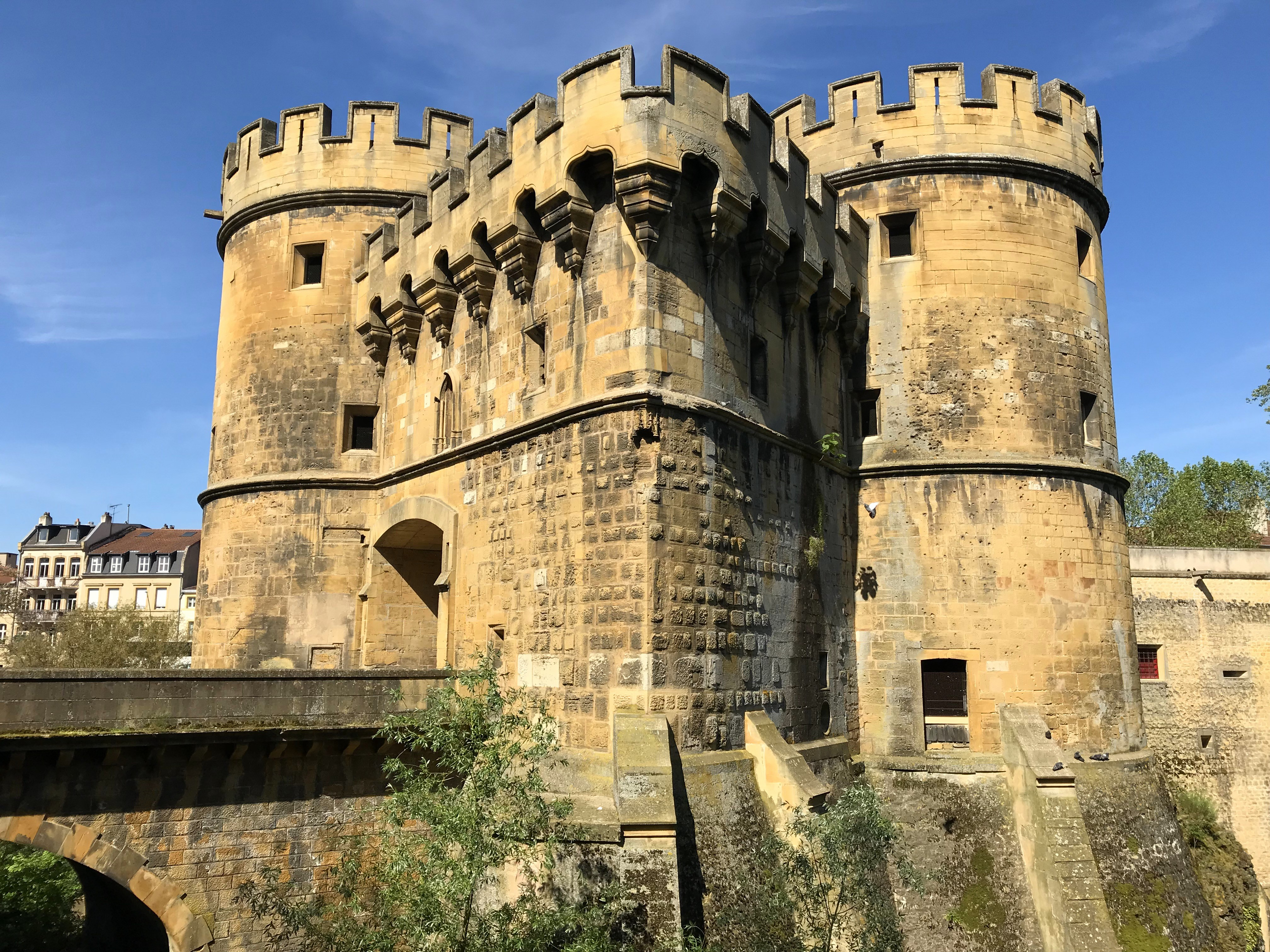
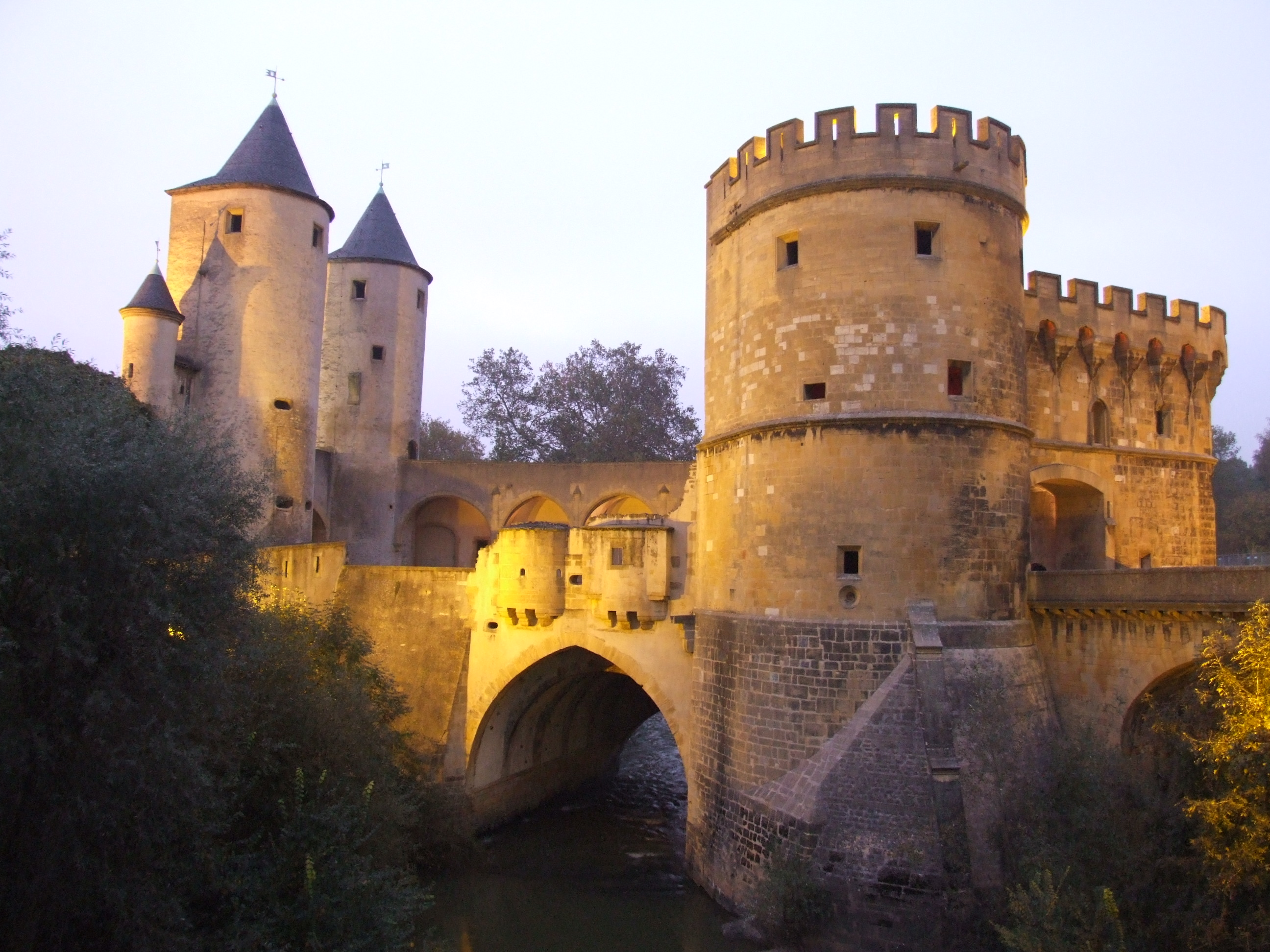
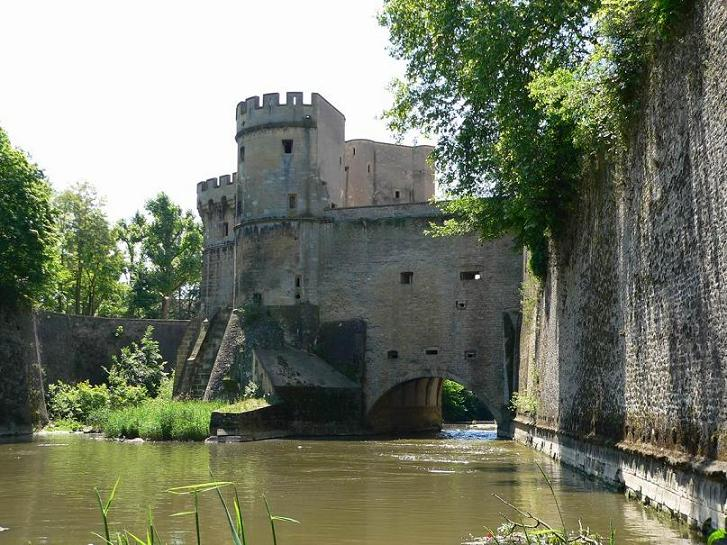
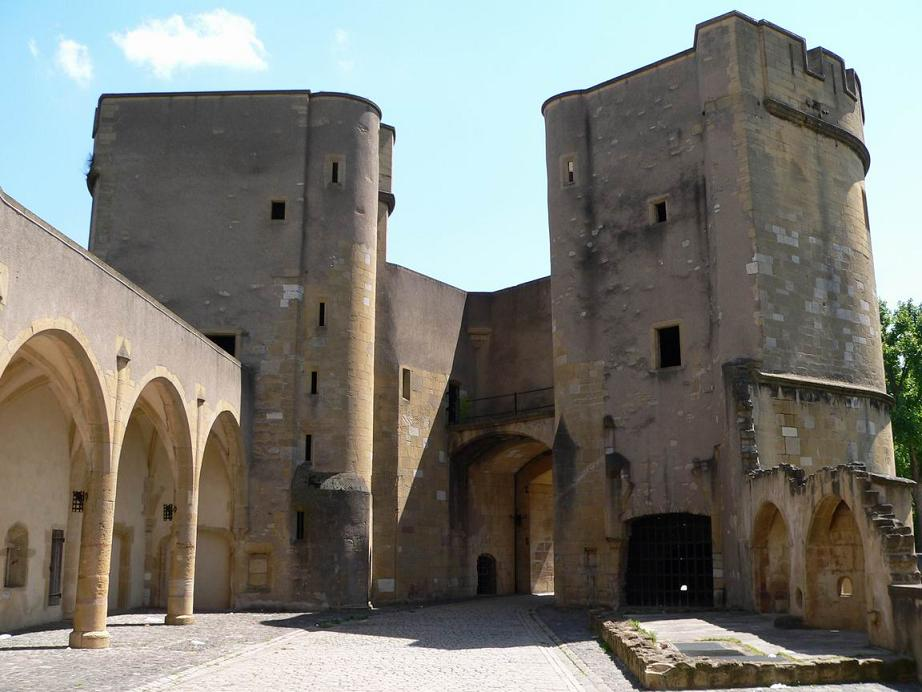
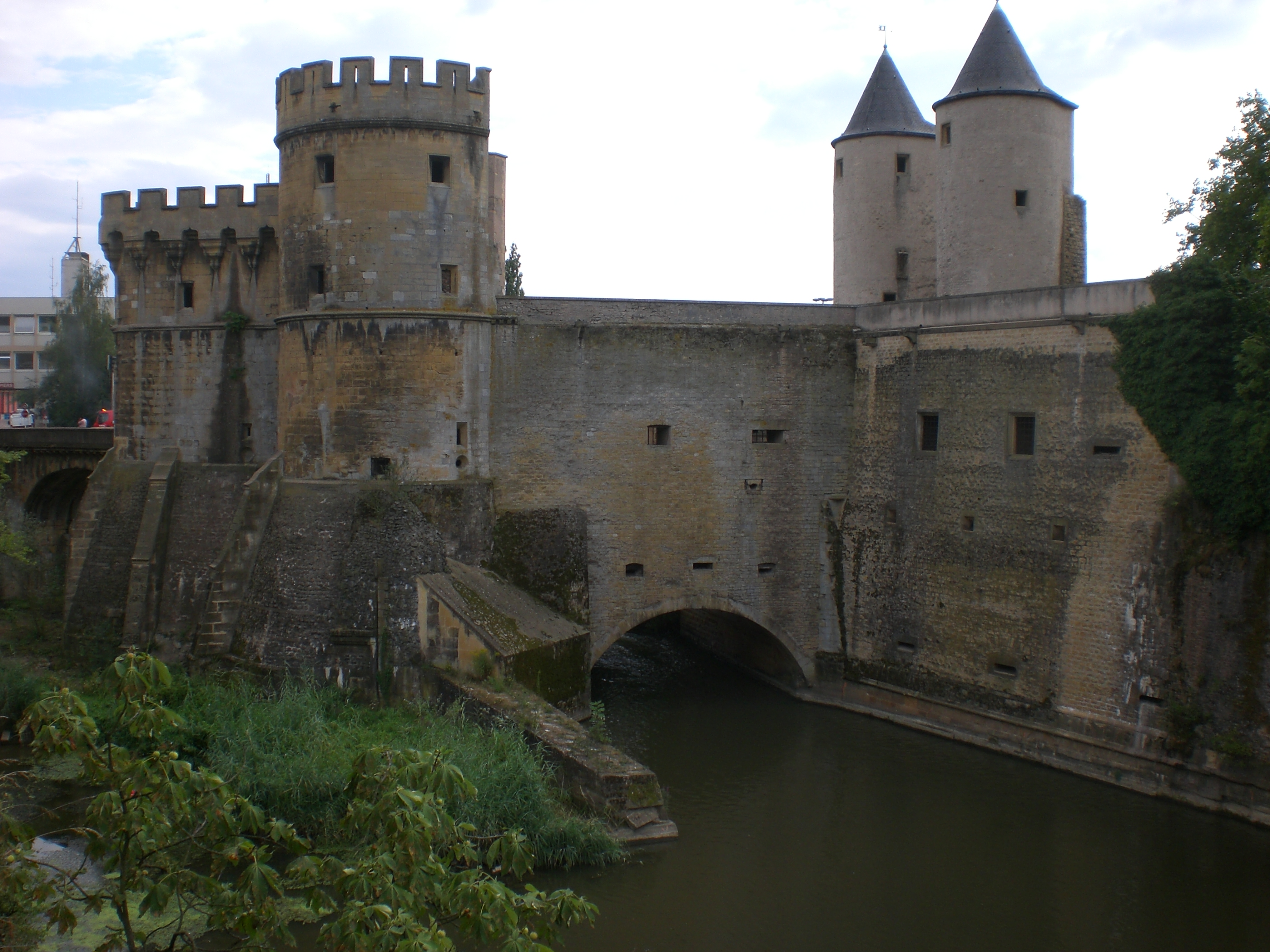
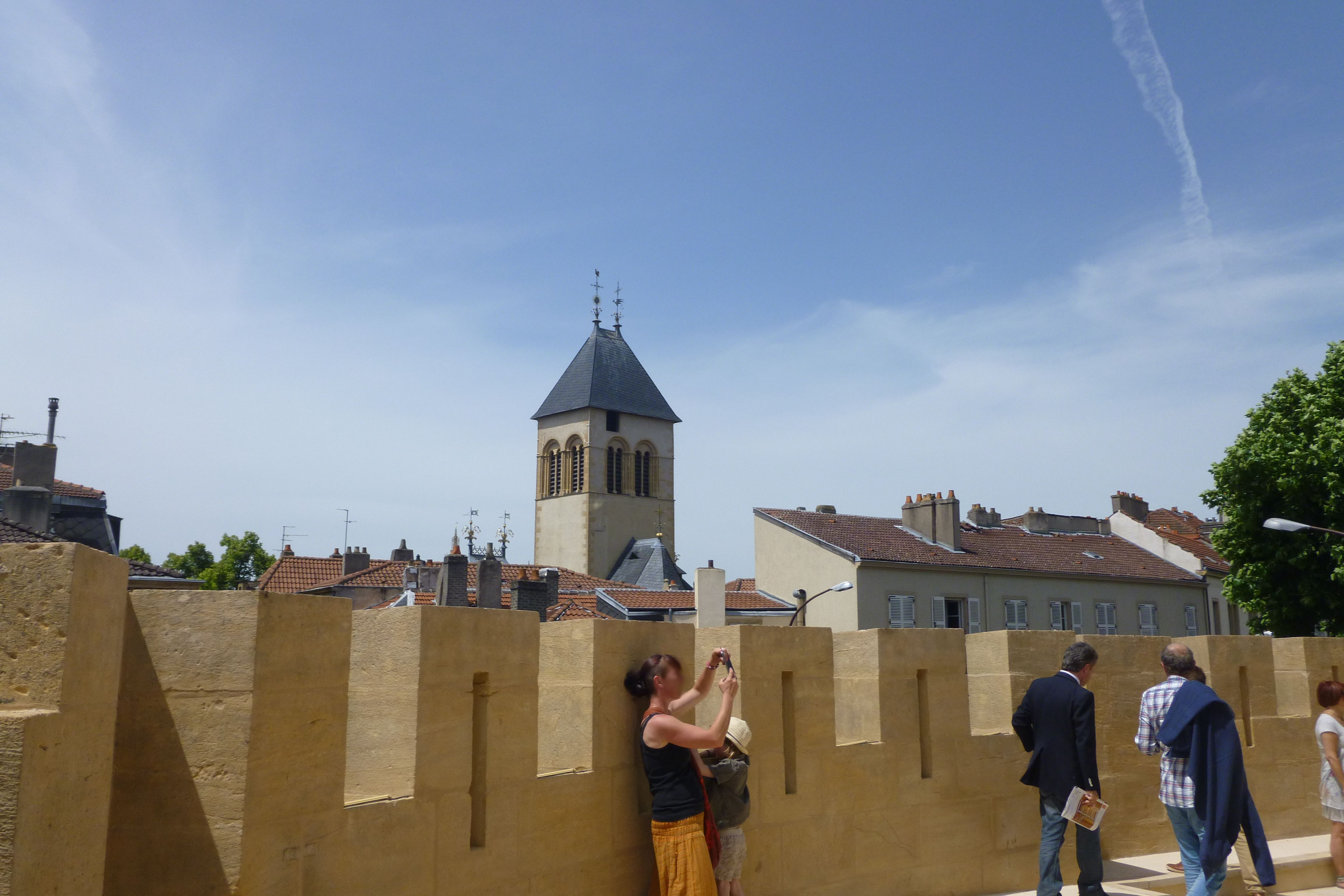
Vue sur l'église Saint-Eucaire